# Halictus jumbo
Halictus jumbo là một loài Hymenoptera trong họ Halictidae. Loài này được Strand mô tả khoa học năm 1921.